# 榕毛管蚜
榕毛管蚜（学名：Greenidea ficicola）为毛管蚜科毛管蚜屬下的一个种。